# ببعی (انیمیشن)
ببعی یک مجموعه پویانمایی تلویزیونی ایرانی به کارگردانی حسین صفارزادگان و تهیه‌کنندگی محمدمهدی مشکوری است. این مجموعه با تکنیک کات اوت و برای گروه سنی خردسال تولید شده است. این سریال انیمیشن پربیننده‌ترین انیمیشن شبکه پویا بوده است.

## تاریخچه
تولید فصل اول مجموعه پویانمایی ببعی در ۲۷ آذر ۱۳۹۷ در شبکه پویا آغاز شد. فصل اول انیمیشن ببعی در ۲۶ قسمت ۷ دقیقه‌ای و در بازه زمانی ۶۰ روز تولید شد. نخستین قسمت آن نیز در ۲۸ اسفند همان سال از شبکه پویا پخش گردید.
تولید قسمت‌های بعدی مجموعه پویانمایی ببعی در سال‌های بعد ادامه یافت و بر اساس گزارش سازمان صدا و سیما، این سریال انیمیشن با ۴۴ درصد بیننده خردسال به پربیننده‌ترین انیمیشن شبکه پویا تبدیل شد.
این مجموعه دارای فضای فانتزی و مناسب خردسالان پیش‌دبستانی است. تمام شخصیت‌های این مجموعه حیوانات هستند.

## خلاصه داستان
این انیمیشن در فضای فانتزی برای مخاطب خردسال ساخته شده است. ببعی و ببعو دو خواهر گوسفند هستند که در کنار پدر و مادرشان مسائل مختلفی را یاد می‌گیرند. به عنوان مثال روزی ببعی مریض می‌شود و پدر و مادر با ترفندی به او یاد می‌دهند که باید داروهایش را سر موقع بخورد تا خوب شود. همچنین ببعی و ببعو یادمی‌گیرند که باید در دوران کرونا در صورت لزوم بیرون بروند و حتماً دوستانشان که شامل ماسک و دستکش و ژل هست را با خود به همراه ببرند. این انیمیشن در مورد بدغذایی و شیطنت و آداب معاشرت و… راه‌کارهای عملی، هم به پدر و مادر و هم به بچه‌ها می‌دهد.

## محصولات جانبی
مجموعه پویانمایی ببعی یکی از معدود انیمیشنهای ایرانی است که محصولات جانبی آن وارد بازار شده است. در سال ۱۴۰۰، مجموعه چهار جلدی کتاب‌های ببعی توسط انتشارات نبات وارد بازار کتاب شد.
در سال ۱۴۰۱ نوشت‌افزار ببعی وارد بازار گردید و در هشتمین نمایشگاه ایران‌نوشت، در صدر کاراکترهای محبوب کودکان شناخته شد.
همچنین در سال ۱۴۰۱ اعلام شد که فیلم سینمایی ببعی به عنوان ببعی: آرزوی پرواز در جشنواره فیلم فجر رونمایی خواهد شد. این انیمیشن سینمایی پیشتر با عنوان ببعی قهرمان به کارگردانی میثم حسینی، تهیه کنندگی محمد مهدی مشکوری و نویسندگی عبدالله ملکی پروانه ساخت دریافت کرده بود. سرانجام این انیمیشن سینمایی همزمان با بازگشایی مدارس، در تاریخ ۴ مهر ۱۴۰۳ بر پرده سینماهای سراسر کشور قرار گرفت.

## پخش بین‌الملل
در سال ۲۰۲۲، نسخه دوبله‌شده سریال ببعی در شبکه «میناکا چوجوک» کشور ترکیه با نام «Kuzugiller» به نمایش درآمد.